# 庙坝镇 (自贡市)
庙坝镇，是中华人民共和国四川省自贡市大安区下辖的一个乡镇级行政单位。

## 行政区划
庙坝镇下辖以下地区：
庙坝场社区、坪上村、红光村、庙坝村、杨柳村、灯杆村、破桥村、花椒村、脚仙村、柑子村、黄荆村、梁冲村、贾市村、九房村和青杠村。